# Xiphopenaeus
Xiphopenaeus is een geslacht van kreeftachtigen uit de klasse van de Malacostraca (hogere kreeftachtigen).

## Soort
- Xiphopenaeus kroyeri (Heller, 1862)